# Nikolaj Koppel
Nikolaj Koppel, född 6 mars 1969 i Gentofte, är en dansk musiker. Han är son till operasångerskan Lone Koppel och pianisten John Winther. Tillsammans med Lise Rønne och Pilou Asbæk var han programledare för Eurovision Song Contest 2014 i Köpenhamn.